# Rue de Caumartin
La rue de Caumartin est une voie située dans le quartier de la Chaussée-d'Antin du 9e arrondissement de Paris. Elle est parfois désignée sous le nom fautif rue Caumartin,,.

## Situation et accès
Au sud du boulevard Haussmann, la circulation des véhicules s'y effectue en sens unique, du sud vers le nord. La partie située au nord du boulevard Haussmann est une aire piétonne.
Ce site est desservi par les stations de métro Madeleine, Opéra, Havre - Caumartin et Saint-Lazare.

## Origine du nom
La rue porte le nom d'Antoine-Louis Lefebvre de Caumartin (1725-1803), marquis de Saint-Ange, comte de Moret, qui était prévôt des marchands et donna l'autorisation d'ouvrir la rue le 3 juillet 1779.

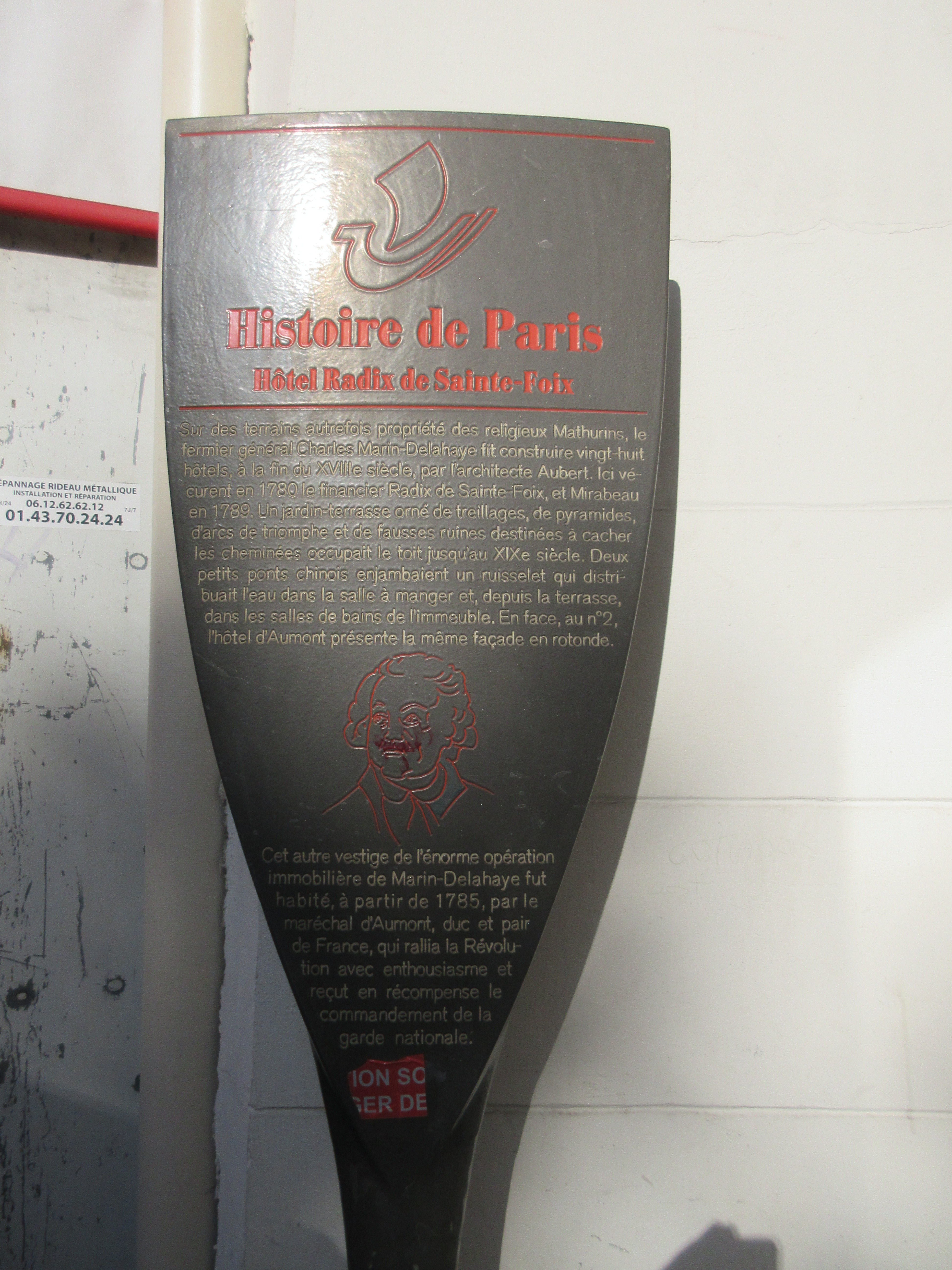
Panneau Histoire de Paris
« Hôtel Radix de Sainte-Foix ».

## Historique
Cette voie résulte de la fusion de 3 rues :
1. la « rue Caumartin » qui débutait rue Basse-du-Rempart située au pied du rempart à l'emplacement actuel du boulevard des Capucines et se terminait rue Neuve-des-Mathurins. La création de cette voie fut autorisée et dénommée par lettres patentes du 3 juillet 1779 et ouverte en avril 1780, au travers de terrains acquis auprès des religieux Mathurins par Charles Marin-Delahaye, fermier général et André Aubert, architecte ;
2. la « rue Thiroux-d'Arconville dite rue Thiroux » comprise entre la rue Neuve-des-Mathurins et la rue Saint-Nicolas-Chaussée-d'Antin ouverte en 1773 par le président Louis Lazare Thiroux d'Arconville ;
3. la « rue Sainte-Croix » comprise entre les rues Saint-Nicolas-Chaussée-d'Antin et Saint-Lazare ouverte en 1780, en même temps que la rue Neuve-des-Capucins, au travers de marais et de champs.

La rue de Caumartin les absorba le 5 mai 1849,.
L'architecte Aubert éleva vingt-huit hôtels particuliers dans le quartier, et notamment les no 1 et no 2 de part et d'autre du débouché de la rue sur le boulevard des Capucines. Ils étaient décorés de figures en demi-relief, de petits amours, de médaillons et d'ornements divers. Ils comportent tous les deux une rotonde extérieure sur la rue.
Deux incendies spectaculaires se sont produits de part et d'autre de cette rue, entre la rue de Provence et le boulevard Haussmann. Tous deux anéantissent, à quarante ans d'intervalle, un bâtiment des Grands Magasins du Printemps.
Le 10 mars 1881, le premier édifice occupé par les Grands Magasins du Printemps (magasin 1, 1865), tourné vers la rue du Havre, est réduit de fond en comble par un feu parti vers cinq heures du matin lorsqu'un garçon de rayon équipé d'une bougie allumée pénètre dans une partie du magasin qui est saturé de gaz à la suite d'une fuite. L'évènement dramatique cause la mort du sapeur-pompier Havard mais ne fait aucune victime parmi les plus de 200 membres du personnel logés sur place, surpris dans leur sommeil, qui réussissent à se sauver par les étages supérieurs.                         
Le 28 septembre 1921, un violent incendie dû à un court-circuit ravage les Nouveaux magasins du Printemps (magasin 2, 1907-1911, René Binet architecte). Laissé inachevé à la mort de l'architecte, les travaux de construction de l'aile manquante qui sont repris dès l'après-guerre touchent alors à leur fin et l'inauguration est projetée pour le mois de mars 1922. Ainsi le décor conçu par Binet disparaît entièrement avant même que celle-ci ait eu lieu, à l'exception notable de la remarquable verrière de la coupole réalisée par les ateliers Brière, dont la première version datant de 1910, détruite dans l'incendie, et reconstituée à l'identique par les mêmes artisans lors de la reconstruction. 
Le 5 juin 2013, Clément Méric est mortellement blessé lors d'une rixe entre deux groupes de militants extrémistes, non loin du no 60 où ils venaient de participer à une vente privée de vêtements de la marque Fred Perry,.

## Bâtiments remarquables et lieux de mémoire
Les immeubles des nos 4, 6, 8, 10, 30, 60, 71 (construits par l'architecte Nicolas Jacques Antoine Vestier) sont tous classés monuments historiques.
- No 1 : hôtel Marin-Delahaye également appelé hôtel Radix de Sainte-Foix. Son toit supportait un jardin suspendu avec arbustes, pièce d'eau, rochers, cascade et statues, ainsi que des colonnes et pyramides pour dissimuler les cheminées. Mirabeau y a vécu en 1789[3].
- No 2 : hôtel d'Aumont, habité à partir de 1785 par le maréchal d'Aumont, duc et pair de France, qui rallia la Révolution et en fut récompensé par le commandement de la Garde nationale.

Bas-reliefs de la façade du n° 2 bis
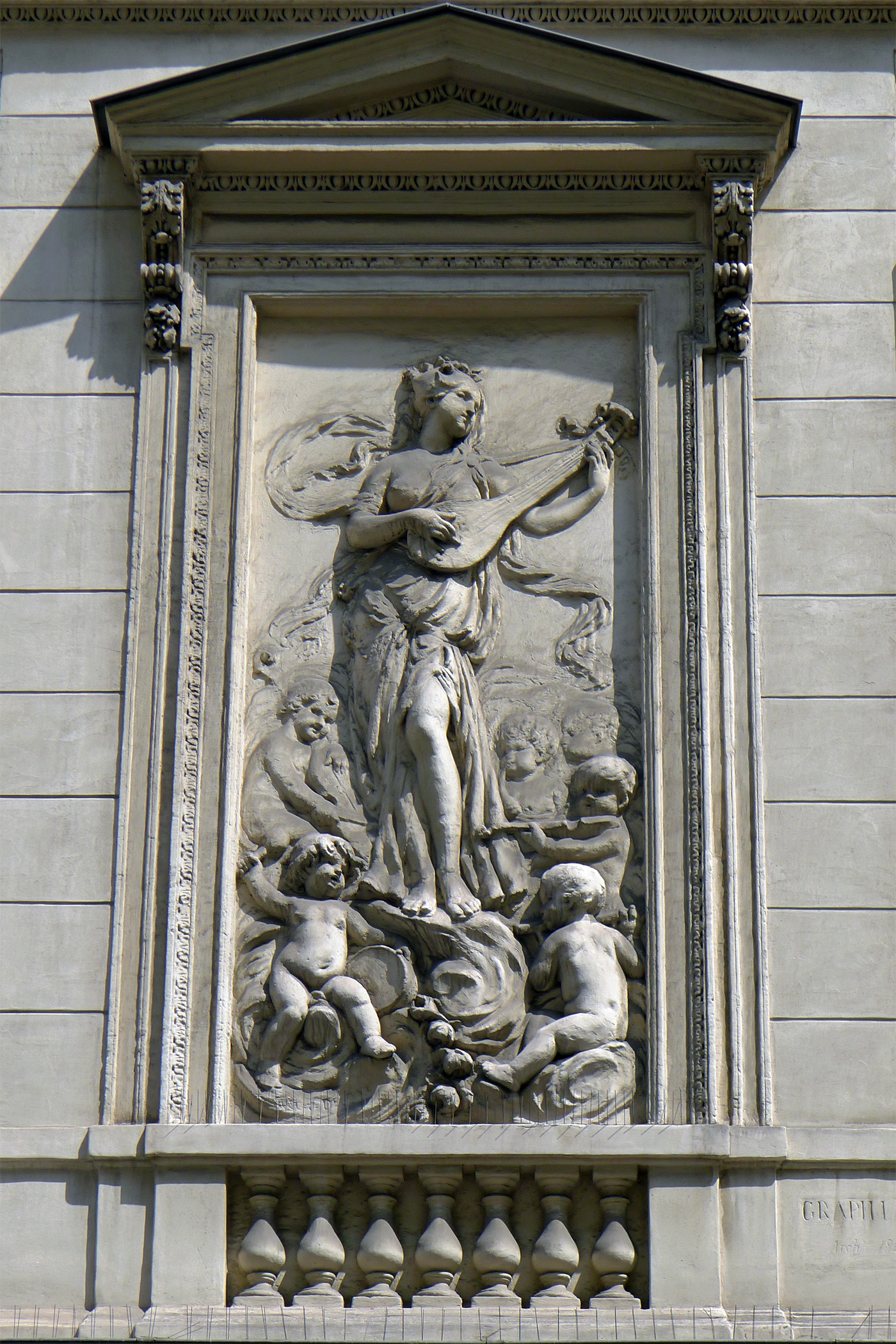
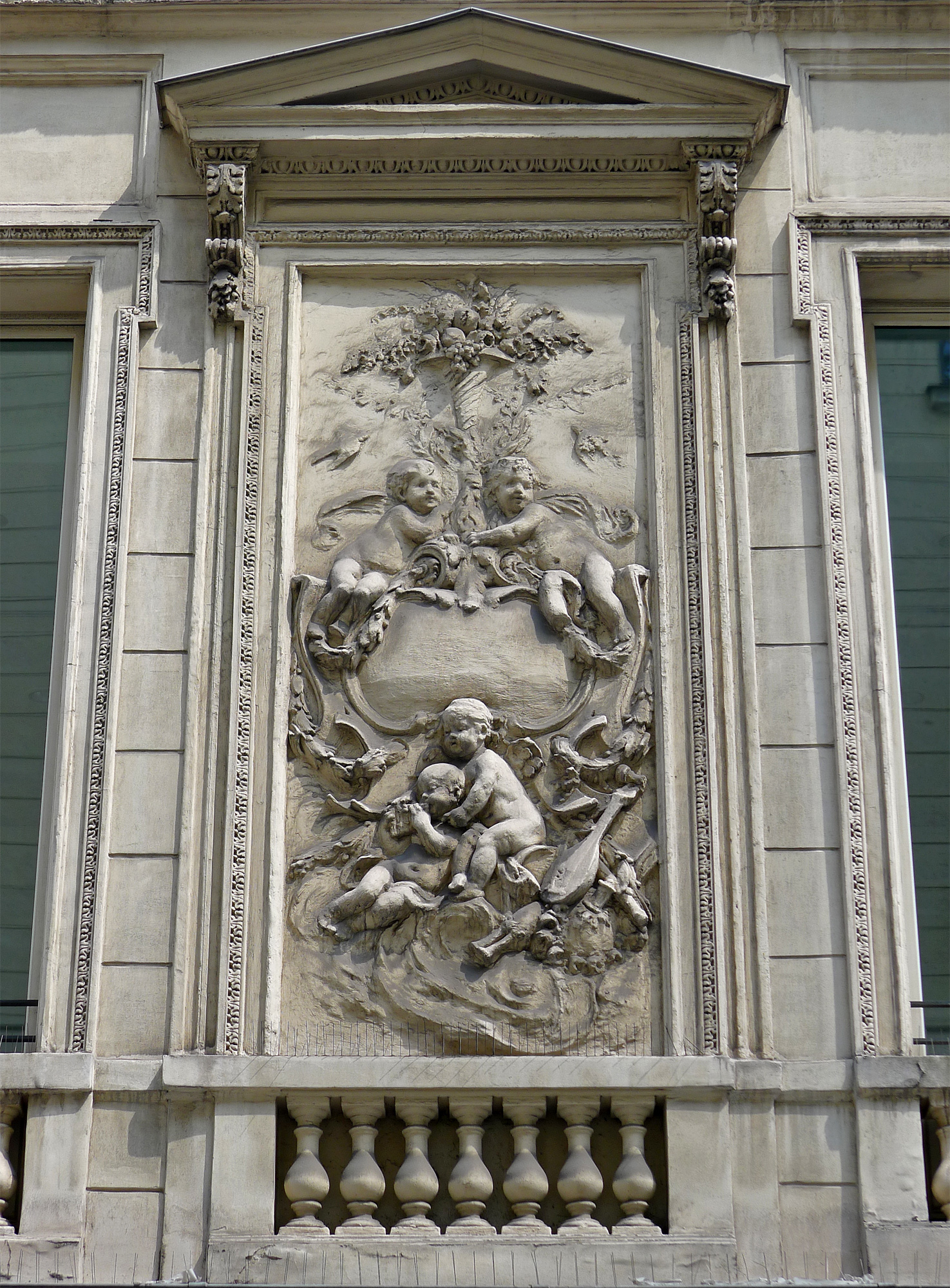
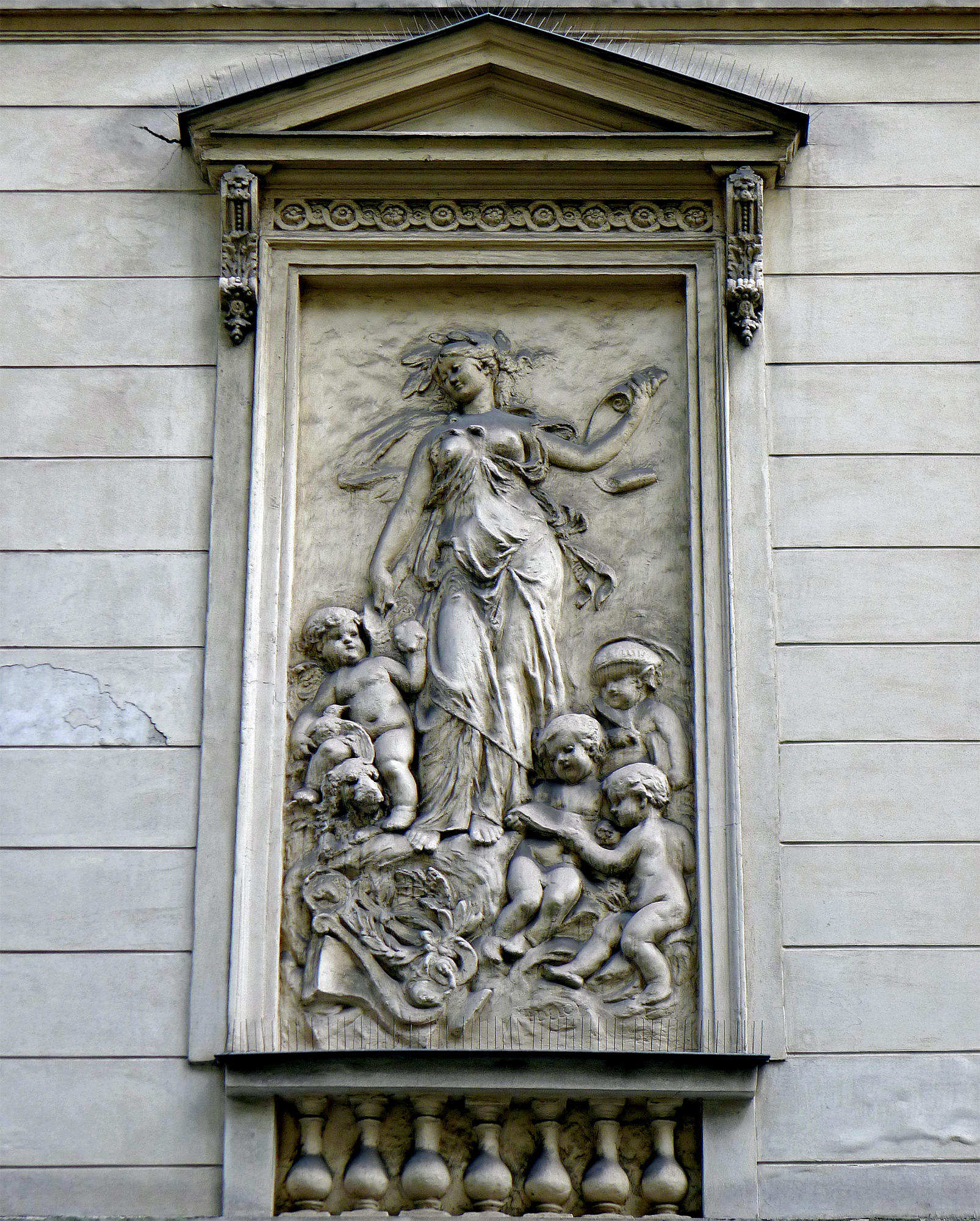

- No 8 : en 1838, au 4e étage, Stendhal dicta La Chartreuse de Parme en 52 jours[16] ; une plaque lui rend hommage.

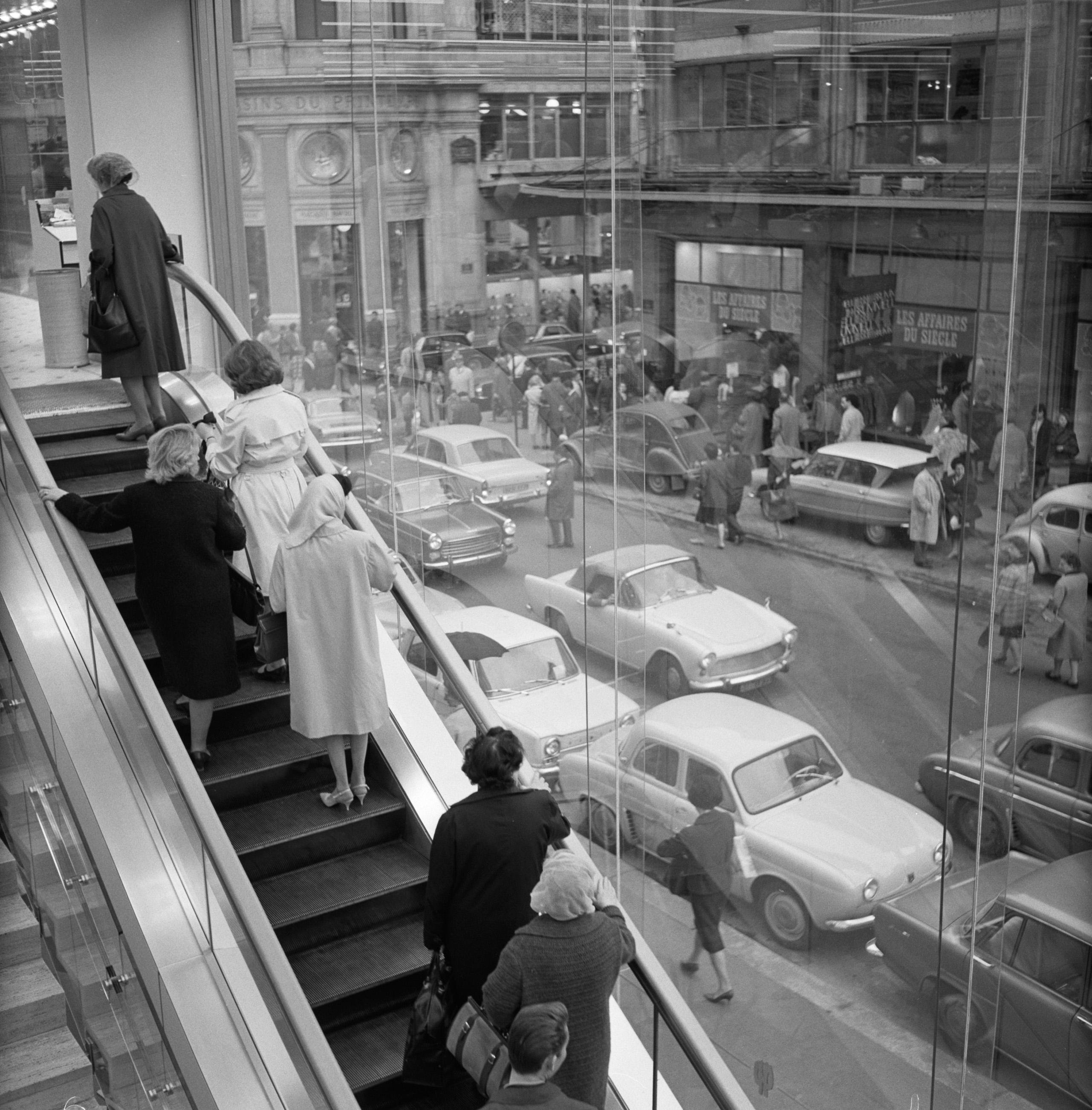
Intérieur du magasin Prisunic en 1965. Les clients y empruntant l'escalator avaient, par de larges baies vitrées, une vue sur la rue de Caumartin, encore à l'époque ouverte à la circulation automobile, et en face, côté impair, deux des bâtiments du Printemps. Photographie : Willem van de Poll.

- No 14 : ancien hôtel de Grande-Bretagne, dirigé un temps par Jules Luquet, racheté par Francisque Chaux, que dirigera Édouard, son fils, fondateur du premier Lido des Champs-Élysées, alors piscine de luxe à spectacle (1928).
- No 22 : Office national autrichien du tourisme[17].
- No 25 : théâtre de la Comédie-Caumartin.
- No 26 : immeuble où se trouvait la Compagnie du canal de Panama lors de sa retentissante faillite.
- No 28 : Léon Rodriguez, membre de la bande à Bonnot y est né[18]
- No 39 : Léon Monet y naquit en 1836.
- No 43 : le chimiste et un homme politique Louis-Bernard Guyton-Morveau y habita.
- No 48 : le poète et dramaturge Charles Grandmougin y habitait.
- No 49 : consulat général du Chili dans les années 1900[19].
- No 54-56 : premier des magasins, ouvert le 1er décembre 1931, de l'enseigne disparue Prisunic. Après totale rénovation en 2000, le bâtiment est de nos jours partagé entre les enseignes Monoprix et Citadium.
- No 63 : église Saint-Louis-d'Antin.
- No 65 : ancien couvent des capucins, devenu actuellement une entrée annexe du lycée Condorcet et église Saint-Louis-d'Antin.
- No 66 : maison dans laquelle vécut Édouard de Max, célèbre tragédien, né à Jassy en Roumanie le 16 février 1869 et mort dans cette maison le 28 octobre 1924.
- No 66 : cabinet du docteur Marcel Petiot[20].
- No 67 : Eugène Labiche (1815-1888), auteur dramatique, y est mort le 22 janvier 1888.
- No 68 : Suzanne Avril (1868-1948), comédienne de la Belle Époque, y est morte le 26 juillet 1948. Il y habitait au moins depuis 1901[21].
- No 69 : entrée du passage du Havre.

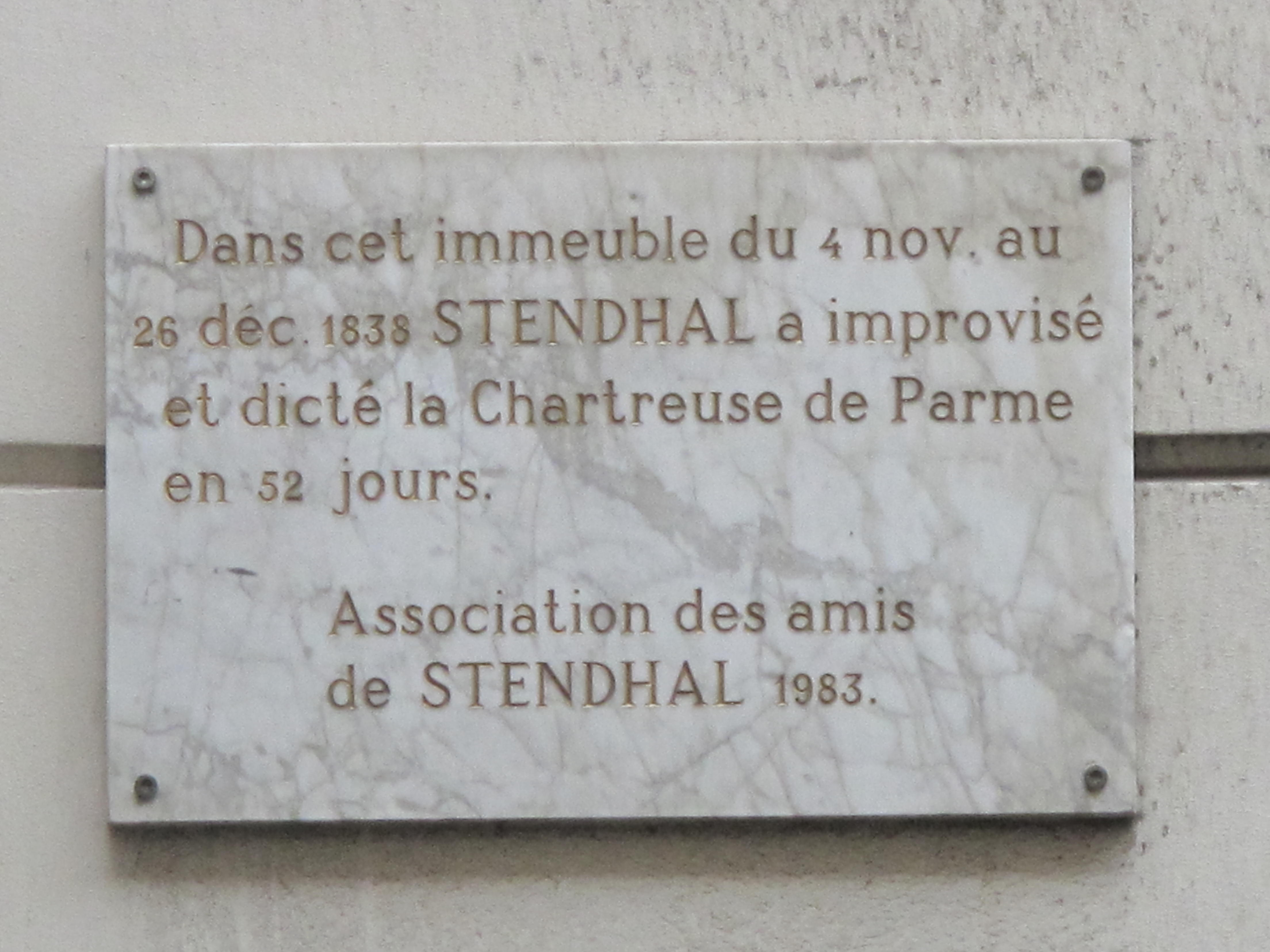
Plaque au no 8.
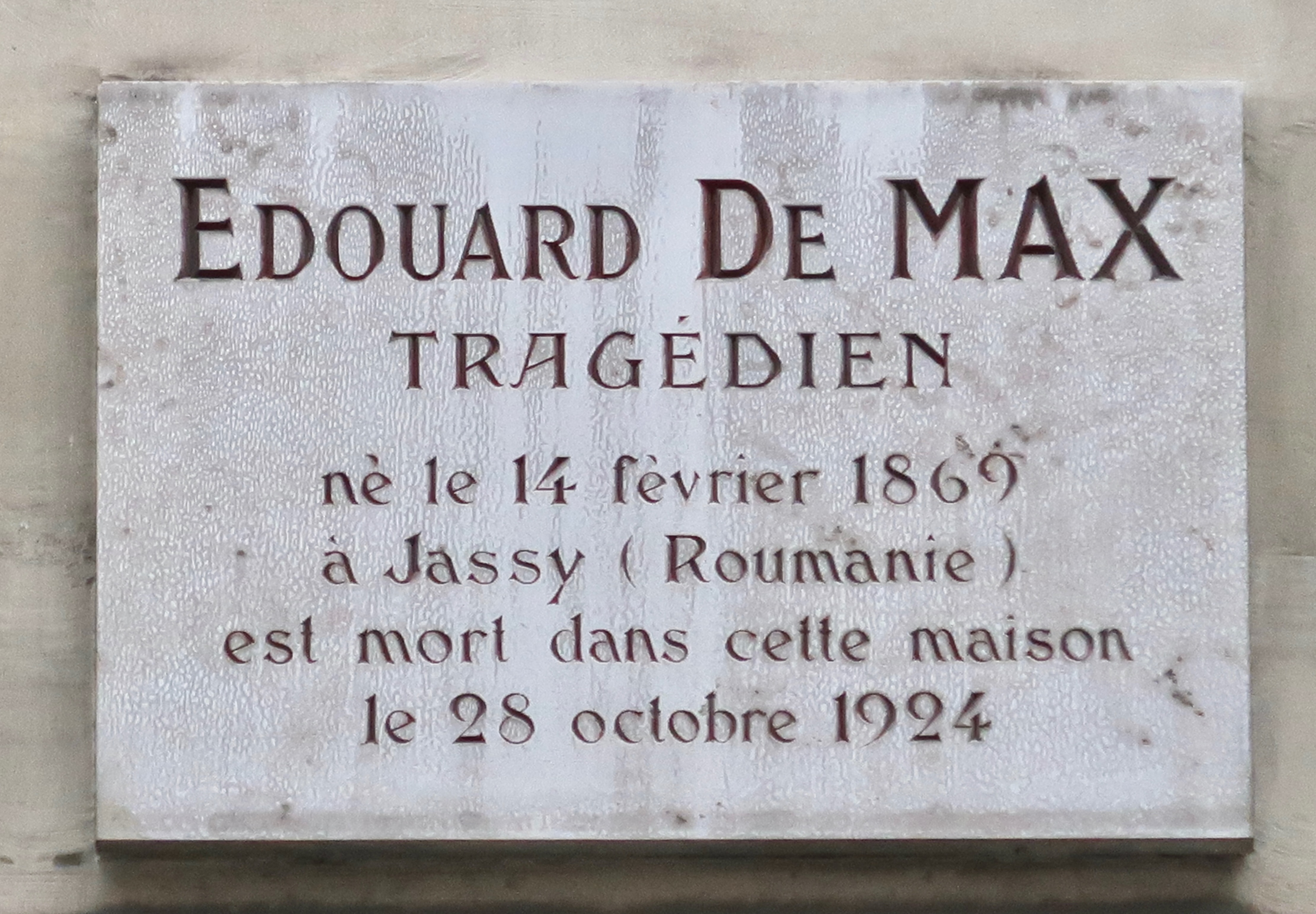
Plaque au no 66.
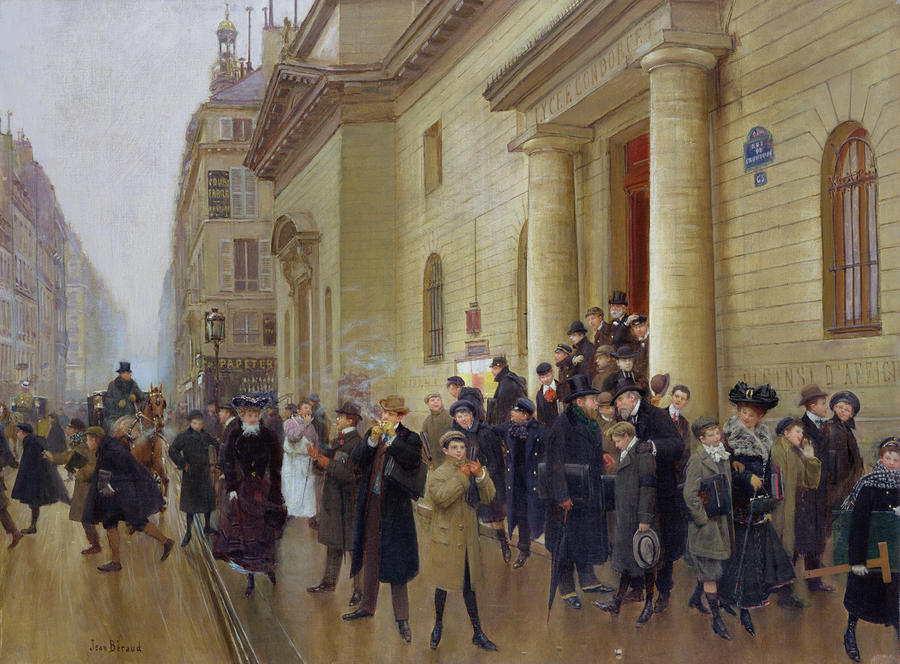
La Sortie du lycée Condorcet de Jean Béraud (vers 1903).